# Sinaloa garabe
Sinaloa garabe är en insektsart som beskrevs av Otte, D. och Ferdinand Julius Cohn 2002. Sinaloa garabe ingår i släktet Sinaloa och familjen gräshoppor. Inga underarter finns listade i Catalogue of Life.
Denna gräshoppa saknar vingar och den kan bara röra sig hoppande.
Arten förekommer i västra Mexiko i delstaterna Sinaloa och Sonora. Den lever i torra buskskogar samt i angränsande områden med glest fördelad växtlighet av buskar, kaktusar och gräs. Ibland besöks trädgrupper.
Landskapets omvandling till jordbruksmark och intensivt brukade betesmarker hotar beståndet. Populationerna är ofta skilda från varandra. IUCN listar arten som sårbar (VU).